# Blindschacht
Als Blindschacht oder Blinder Schacht bezeichnet man im Bergbau einen seigeren oder tonnlägigen Grubenbau, der nicht bis zur Tagesoberfläche reicht. Er verbindet innerhalb des Grubengebäudes eine oder mehrere Sohlen eines Bergwerks. Bedingt dadurch mündet der Blindschacht an beiden Enden immer in einen anderen Grubenbau. Die Tagesoberfläche erreichende Schächte werden als Tagesschächte bezeichnet. Blindschächte werden in der Bergmannssprache „blind“ genannt, da sie nicht „zu Tage“ treten und sie also kein Licht der Oberfläche erreicht.

## Grundlagen

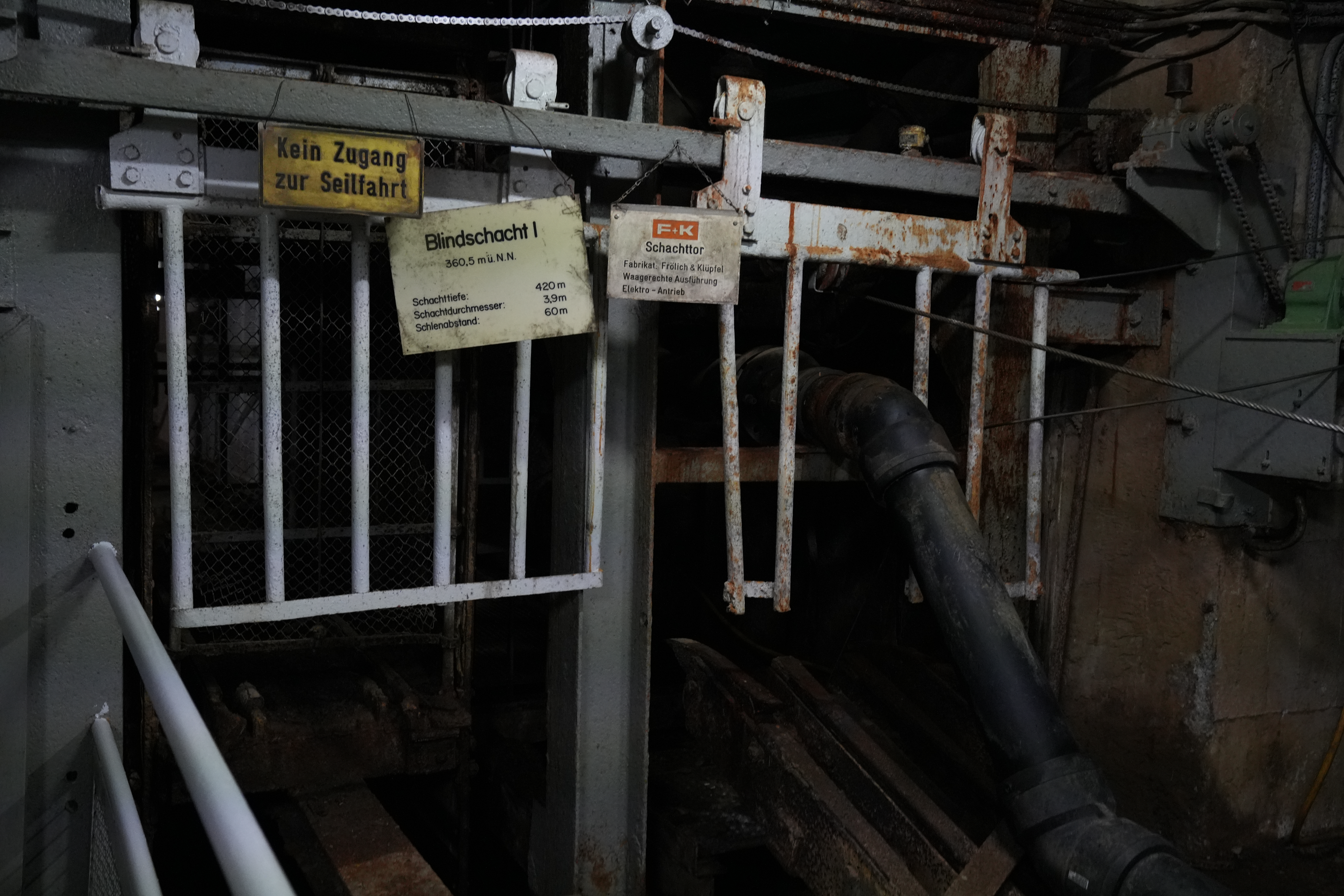
Füllort eines Blindschachtes

Bei der Ausrichtung des Grubengebäudes steht der Bergmann häufig vor der Aufgabe, einzelne Grubenbaue, die nicht auf demselben Höhenniveau sind, miteinander zu verbinden, um von einem Teil des Grubengebäudes in den anderen Teil zu gelangen, ohne dabei auf den Hauptschacht angewiesen zu sein. Als Verbindungsbau zwischen unterschiedlichen Höhenniveaus können Gesteinsberge oder Blindschächte verwendet werden. Insbesondere bei mehreren übereinander liegenden Lagerstättenteilen, z. B. mehreren Flözen, haben Blindschächte den großen Vorteil, dass man mit einem Blindschacht gleich alle Flöze, die zwischen den jeweiligen Sohlen liegen, an einem Punkt erreicht. Insbesondere bei der flachen Lagerung bieten Blindschächte diese Vorteile gegenüber Gesteinsbergen. Allerdings haben Blindschächte den Nachteil, dass die in ihnen stattfindende Blindschachtförderung die teuerste Art der untertägigen Förderung ist. Je nach Art der Erstellung und dem Zweck ihrer Nutzung bezeichnet man Blindschächte auch als Gesenk, Aufbruch oder Stapelschacht. In der Regel haben heute erstellte Blindschächte einen runden Querschnitt. Die Anzahl der innerhalb eines Grubenfeldes benötigten Blindschächte ist von der Ausbildung der Lagerstätte abhängig.

## Geschichte
Blindschächte wurden bereits im späten Mittelalter im Bergbau eingesetzt. Dies hatte hauptsächlich technische Gründe. Zum einen konnte man mit den damals verfügbaren Seilen technisch eine bestimmte Länge nicht wesentlich überschreiten. Zum anderen waren die damals verfügbaren Fördermaschinen wie der Handhaspel nicht leistungsfähig genug, um aus größeren Teufen als maximal 100 Metern zu fördern. Wenn also die im reinen Schachtbergbau ausgeführten Teufen ein bestimmtes Maß überschritten, wurde im Rahmen einer Haspelkammer, eines Absatzes oder dergleichen seitlich versetzt ein neuer Blindschacht abgeteuft, um so eine weitere Seilförderstelle mit Übergabemöglichkeit einzurichten. Dieses Prinzip, auf der untersten Sohle eines seigeren Tagesschachtes neben diesem Schacht einen Blindschacht zu betreiben, um in eine größere Teufe zu gelangen, bezeichnet man im Bergbau als abgesetzten Schacht. Wollte man noch größere Teufen mittels Schachtförderung überbrücken, so wurden mehrere Blindschächte kaskadenförmig betrieben. Erst als der Pferdegöpel im Bergbau bei der Schachtförderung zum Einsatz kam, war man in der Lage, aus Teufen von bis zu 250 Metern zu fördern. Blindschächte wurden auch weiterhin verwendet. Die weitere Nutzung von Blindschächten zur Verbesserung des Wetterstromes, der Entwässerung und der Personenbeförderung sowie des Materialtransportes markiert den Übergang zum modernen (Tief-)Bergbau.

## Zweck
Blindschächte dienen zur Verbesserung der Wetterführung innerhalb eines Bergwerks, zur Verkürzung des Transports von Erz und Bergen in besser zur Abfuhr geeignete Stollen oder Sohlen, zur Erleichterung des internen Personen- und Materialtransports sowie zur Vorrichtung zum Abbau vorgesehener Erzgangabschnitte im Firstenbau. Zur Förderung des abgebauten Minerals werden, wenn die Abförderung nach unten erfolgen soll, Wendelrutschen in einem separaten Trum des Blindschachtes eingebaut. Soll das Fördergut zu einer höheren Sohle gefördert werden, nutzt man beispielsweise im Kalibergbau Skipförderanlagen. War eine höhere Förderleistung erforderlich, um mehr Güter innerhalb eines festen Zeitraumes fördern zu können, so wurde die Blindschachtförderanlage auch zweitrümig ausgeführt.

## Abgrenzung
Blindschächte verbinden mindestens zwei Sohlen oder eine Sohle und eine Teilsohle eines Grubengebäudes. Die Abgrenzung zu sohlenübergreifenden Abbauen oder sonstigen höheren Hohlräumen eines Bergwerkes kann im Einzelfall schwierig sein; in diesem Falle kommt es in erster Linie auf die Nutzung, d. h. die infrastrukturelle Funktion an. Ebenso werden Rolllöcher trotz der Funktion des Erztransportes gewöhnlich nicht als Blindschächte bezeichnet.